# あすを読む
『あすを読む』（あすをよむ）は、NHK総合テレビジョンで1996年4月1日から2006年4月1日まで放送されていたニュース解説番組。

## 概要
NHK解説委員室所属の解説委員が出演。毎回1つのテーマについて、フリップなどを使って解説していた。
2001年のアメリカ同時多発テロ事件を機に、解説委員長を司会者として数人の解説委員が話し合う「特集・あすを読む」を45分～1時間程度に延長して放送。それ以降は重要なニュースの際、不定期に特集を放送していた。

## 放送時間
平日のみ（祝日含む。夏季・冬季の特別編成時休止）の放送
- 1996年4月～2000年3月　23:35～23:45　「NHKニュース11」のあとの放送（この期間、祝日は放送休止）。
- 2000年4月～2004年3月　23:50～24:00　最終ニュースの前の放送。
- 2004年4月～2005年12月　23:45～23:55　「プレマップ」と放送時間を交代、15分に拡大することも。
- 2006年1月～3月　月曜から木曜は従前と同じ。金曜のみ最終ニュースの後の24:15～24:25（土曜0:15～0:25）に変更（これは「宮廷女官チャングムの誓い」が土曜から放送日時を移動するための処置）。
- 2006年4月1日（3月31日深夜）で終了。以後はスポーツ&ニュース（23:30～23:55）→2007年4月2日からきょうのニュース&スポーツ（23:30～0:10）で解説コーナー「時論公論」として放映。
  - 放送時間は前者は23:45～23:54ごろ、後者は23:50～24:00

## テーマソング
- 「希望の明日へ」 （倉本裕基作曲）

CD「テレビドラマ・サウンドトラック集3」
- 「希望の明日へ2」

CD「ピアノ・ジュエルズ」
以上いずれも番組用とは別バージョン。
特集回を除き、オープニングとエンディングはこのテーマソングをバックに都内お天気カメラの映像を映し出しながら放送していた。番組開始初期は電子キーボード風のアレンジだったが、後にオーケストラバージョンに変わった。